# 利梅茨半島

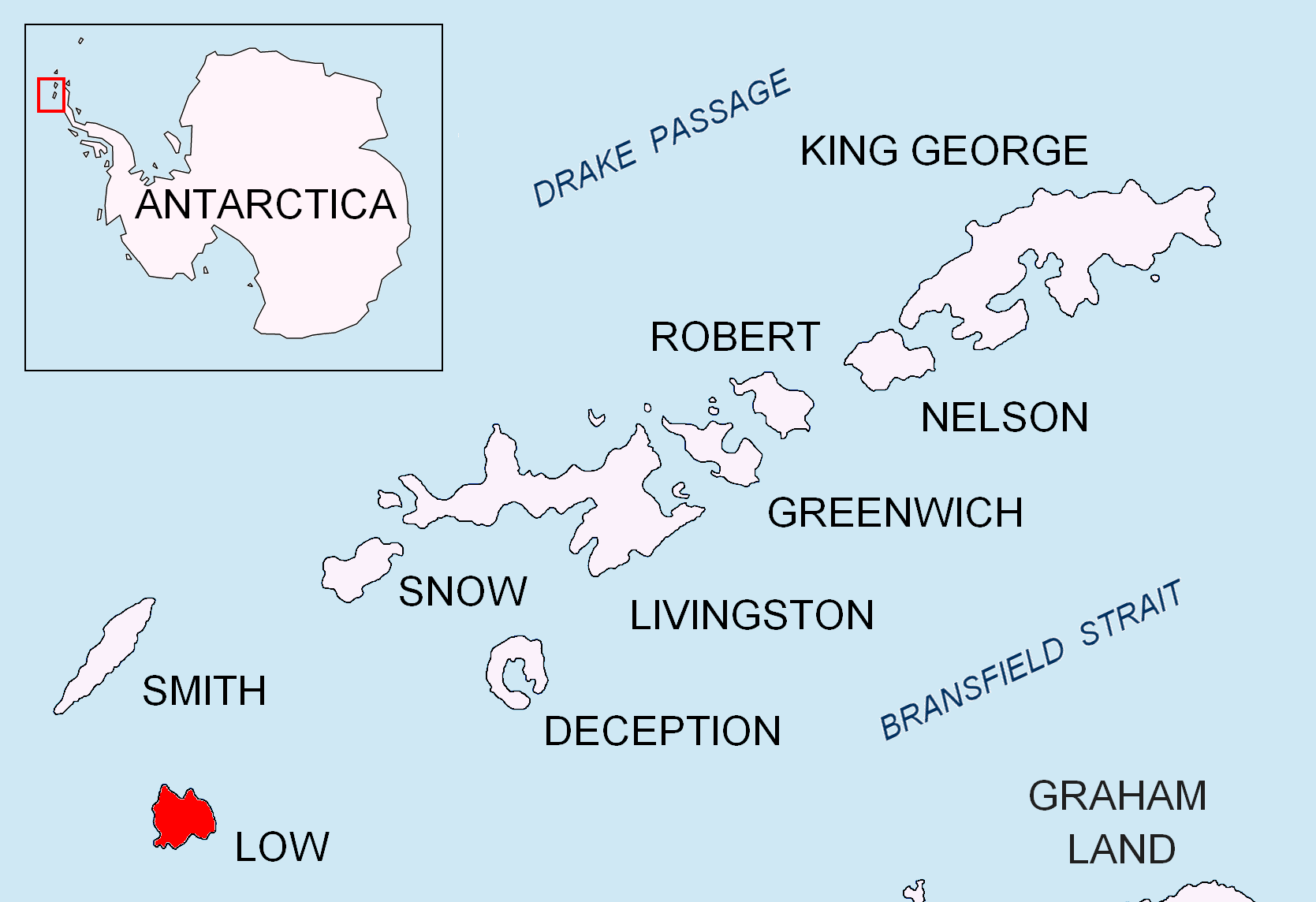

利梅茨半島（英語：Limets Peninsula）是南極洲的半島，位於南設得蘭群島的洛島西北端，長3.3公里、寬2.4公里，西面是卡濟切內灣和斯莫切沃灣，北面是華萊士角，以保加利亞南部城鎮命名，現時由南極條約體系管理。